# Relógios públicos de Nichile
Os relógios públicos de Nichile foram um conjunto de relógios instalados na década de 1930 nas cidades brasileiras de São Paulo, Santos e Guarujá, no Estado de São Paulo.
Ao todo, foram instalados oito relógios localizados em logradouros distintos. Deles, restou apenas o exemplar da Praça Antônio Prado, no centro da cidade de São Paulo, que foi tombado pelo seu valor histórico no ano de 1992.

## História

### Demanda pela hora certa
No início do século XX, a instalação de relógios em vias públicas tinha o objetivo de fornecer a hora com precisão aos pedestres. Ainda assim, havia carência desses equipamentos, bem como diversos atrasos, que demandavam manutenção constante e atrapalhavam a população. 
Os relógios públicos eram instalados em frontões de igrejas (quando públicos) ou em fachadas de estabelecimento comerciais (quando particulares) - a exemplo do conhecido relógio da Casa Hanau, antiga joalheria paulistana que teve seu equipamento instalado em 1909.
Os relógios de Nichile foram uma iniciativa particular desenvolvida pelo então publicitário Octávio de Nichile, que pretendia suprir esta demanda, juntamente com a ideia de vender os espaços para propaganda presentes na própria estrutura dos postes que sustentavam os relógios, uma ideia inovadora na época. Os relógios foram patenteados em 1930.

Segundo o antigo jornal A Gazeta, os relógios eram:
"...formados por uma escadaria de legítimo granito contornando a base de cimento armado em forma de pyramide-truncada e toda revestida de azulejos artísticos. Da base eleva-se uma imponente coluna de ferro fundido em estilo jônico. Ao alto da coluna existe um quadrilátero fechado por vidro fosco pintado à fogo..."
Nas caixas de vidro fosco eram inseridos anúncios e lâmpadas elétricas, que também contribuíam para iluminação pública.
Eram construídos pela empresa Relógios Michelini.
Os relógios começaram a ser implantados em 1930, sendo o último em 1935. Alguns substituíam relógios da própria prefeitura.

### Desmonte do relógio de Santos
O relógio de Santos foi instalado em 1936 na praia do Gonzaga, em frente ao Atlântico Hotel, em local já reconhecidamente turístico na ocasião. A inauguração foi realizada com a presença do prefeito e da banda musical do Corpo de Bombeiros, sendo no mesmo dia e local inaugurada a Fonte Luminosa da cidade.
O relógio de Nichile, entretanto, não apresentou bom funcionamento e foi desinstalado após apenas dois anos, em torno de 1940.
Segundo o relojoeiro responsável por sua manutenção, o suiço Louis Krahenbuhl em entrevista para o jornal Cidade de Santos relata que não havia cobertura dos mostradores, e a água das chuvas empoçava na coluna e nas caixas de vidro. Com o calor, a água evaporava dentro das caixas, impedindo o funcionamento do relógio. Foram instaladas lâmpadas dentro da coluna para estimular a evaporação da água, mas o pagamento da luz ficou a cargo da empresa de Octávio de Nichile e a luz foi cortada. Como os problemas permaneceram, optou-se pelo desmonte do relógio.

### Preservação como patrimônio histórico
O único exemplar existente está situado na Praça Antônio Prado. Foi inaugurado em 5 de abril de 1935 e, desde a morte de Octávio de Nichile no ano de 1986, sua manutenção ficou sob os cuidados de seus filhos.

## Localização
Dos oito relógios instalados, apenas um deles encontra-se preservado. O quadro seguinte indica as principais informações dos relógios de Nichile.
| Localização                                   | Cidade    | Inauguração            | Desmonte     | Conservação | Referências   |
| --------------------------------------------- | --------- | ---------------------- | ------------ | ----------- | ------------- |
| Largo do Arouche                              | São Paulo | 1930                   | 1933         | Demolido    | [ 9 ] [ 10 ]  |
| Estação do Norte (atual Estação Brás)         | São Paulo | 1930                   | 1933         | Demolido    | [ 9 ] [ 10 ]  |
| Praça Ramos de Azevedo                        | São Paulo | 23 de dezembro de 1933 | Desconhecido | Demolido    | [ 9 ] [ 11 ]  |
| Praça da Sé                                   | São Paulo | 24 de janeiro de 1935  | Desconhecido | Demolido    | [ 12 ]        |
| Praça Antonio Prado (antigo Largo do Rosário) | São Paulo | 5 de abril de 1935     | -            | Preservado  |               |
| Relógio do Gonzaga                            | Santos    | 9 de julho de 1936     | 1940         | Demolido    | [ 5 ] [ 13 ]  |
| Relógio de Pitangueiras                       | Guarujá   | posterior a 1935       | Desconhecido | Demolido    | [ 13 ] [ 14 ] |